# Australiano latino-americano
Australianos latino-americanos se referem a pessoas australianas que nasceram na América Latina (incluindo Caribe e América Central), independentemente de suas origens ancestrais, e seus descendentes. Os australianos brasileiros constituem a maior proporção dos australianos latino-americanos, seguidos pelos australianos chilenos e australianos salvadorenhos . A maioria dos australianos latino-americanos fala Englês, mas muitos continuam a usar o Espanhol ou o Português também.
No Censo de 2006, 86.156 residentes australianos declararam ter nascido na América do Sul (69.157), América Central (12.959) ou no Caribe (4.040). Eles constituem apenas 0,43% da população australiana. 93.795 residentes declararam-se de ascendência sul-americana, centro-americana ou caribenha (sozinhos ou em combinação com outra ancestralidade).
Até 2006, o Chile era o país que havia contribuído com a maior proporção de imigrantes para a Austrália. No Censo de 2006, 23.305 residentes australianos declararam ter nascido no Chile . Outros países de origem da América Latina incluem El Salvador (18.000), Argentina (11.369 residentes), Uruguai (9.376), Brasil (6.647), Peru (6.322), Colômbia (5.706) e Equador (1.356). Mas, no Censo de 2011, o Brasil se tornou a maior fonte de imigrantes da América Latina na Austrália, com um total de 14.509 nascidos no Brasil vivendo no país, deixando o Chile em segundo lugar. Muitos acreditam que existem cerca de 200.000 latino-americanos vivendo na Austrália.

## Experiência cultural
Dentro da minoria latino-americana, existem pessoas de diferentes origens étnicas e nacionais. As aparências físicas variam amplamente e frequentemente mostram a mistura de características Europeias, Ameríndias e Africanas que ocorreu ao longo de muitas gerações. A maioria dos centro-americanos, assim como outros latino-americanos, são mestiços. Os mestiços têm ancestrais tanto europeus quanto índios americanos e, em alguns casos, também ancestrais africanos. Seus ancestrais europeus eram principalmente Espanhóis . A maioria dos espanhóis possui características típicas do Mediterrâneo - pele morena, cabelos e olhos escuros. Seus ancestrais indianos viviam no que hoje é a América Latina quando os espanhóis chegaram. Os ancestrais europeus dos brasileiros são principalmente portugueses. A maioria dos ancestrais africanos foi trazida como escravos para a região enquanto ela estava sob controle espanhol. Alguns colombianos são de ascendência mista espanhola e africana (conhecidos como mulatos), tendo seus ancestrais africanos sido trazidos pelos espanhóis para trabalhar como escravos, enquanto muitos outros colombianos são descendentes de ameríndios, árabes, alemães, italianos e espanhóis. A maioria dos argentinos-australianos é descendente de espanhóis e / ou italianos, embora outros grupos étnicos como ingleses, europeus orientais, árabes, mestiços, mulatos e asiáticos também tenham imigrado para a Argentina. A maioria dos chilenos-australianos são mestiços e descendentes de espanhóis, e outros grupos étnicos como ingleses, alemães, europeus orientais, árabes e asiáticos também imigraram para o Chile.

## Distribuição
Sydney abriga a maior proporção de australianos latino-americanos - 66% dos nascidos no Uruguai, 62% dos nascidos no Peru, 47% de cada um dos nascidos no Chile e na Colômbia e 42% dos nascidos no Brasil. estavam residindo em Sydney. As pessoas de El Salvador, entretanto, têm padrões de assentamento diferentes - apenas 18% residiam em Sydney, enquanto 32% estavam em Melbourne e 21% em Brisbane.
Em 2014, havia 4.960 nascidos no México vivendo na Austrália.

## Cultura

### Cozinha
A comida é uma área em que a América Latina influenciou a culinária australiana. Os alimentos mexicanos são especialmente populares. O taco, uma tortilha dobrada recheada com carne, queijo e outros ingredientes. Outros pratos latino-americanos, como enchiladas, tamales, tostadas e empanadas também são servidos em muitos restaurantes com temática latino-americana.

## Australianos latino-americanos notáveis
| Film and Television - Adam Garcia (actor) - Nathalie Kelley (actress) - Glenn McMillan (actor) - Pia Miller (actress, model and presenter) - Lyndsey Rodrigues (television host) - Adriana Xenides (former game show host) Music - Maya Jupiter (musician) - Styalz Fuego (producer) Other - Elena Birkbeck - DBC Pierre, author of the Booker Prize awarded novel Vernon God Little | Sport - Peggy Antonio (cricketer) - Raul Blanco (soccer coach) - Richard Garcia (soccer player) - Alex Brosque (soccer player) - Adrian Caceres (soccer player) - Nick Carle (soccer player) - Reinaldo (soccer player) - Alex de Minaur (tennis player) - Hector Lombard (Mixed Martial Arts fighter) - Gabriel Mendez (soccer player) - Héritier Lumumba (Australian rules footballer) - Jose Romero (Australian rules footballer) - Dion Valle (soccer player) - Rodrigo Vargas (soccer player) |